# Tenacious D in Post-Apocalypto
Tenacious D in Post-Apocalypto es una miniserie animada de género comedia musical, estrenada el 28 de septiembre de 2018, a través de la plataforma YouTube, y que se conforma de 6 episodios. La serie está basada en la banda de hard rock, Tenacious D, conformada por los actores y músicos Jack Black y Kyle Gass, quienes protagonizan la historia. La serie fue producida por ellos mismos.
El diseño de personajes, así como todas la animación fue hecha enteramente por Jack Black. La banda sonora fue escrita por Tenacious D, la cual conforma el cuarto álbum de estudio de la agrupación: Post-Apocalypto. En febrero de 2020, la banda lanza una adaptación de la miniserie a modo de historieta.

## Sinopsis
Jack y Kyle se encontraban viviendo sus vidas tranquilamente cuando estalla una guerra nuclear. Después de sobrevivir al ataque escondiéndose en un refrigerador de la década de 1950, ahora deben vagar por un mundo postapocalíptico en el que se van haciendo tanto de amigos como enemigos.